# غورك السفلى (بابويي)
غورك السفلى (بالفارسية: غورک سفلی) هي قرية تقع في إيران في قسم بابويي الريفي. يقدر عدد سكانها بـ 70 نسمة بحسب إحصاء 2016.